# 라이프스트로

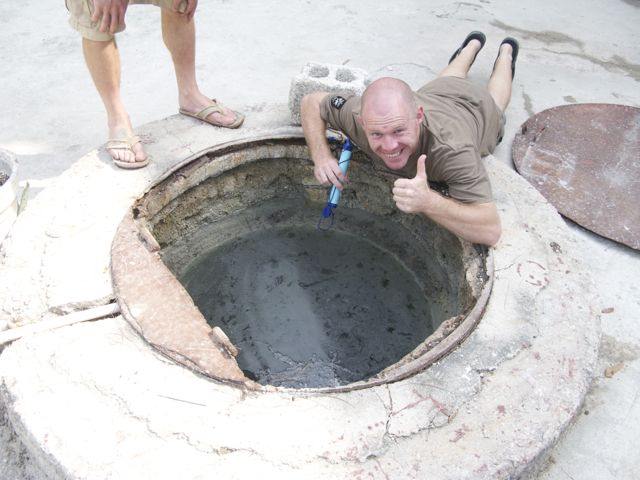
라이프스트로우를 사용하려는 한 남성의 모습.

라이프스트로우(LifeStraw)는 수 오염되어 있는 개발도상국과 제3세계에 살고 있는 사람들과 그곳을 여행하는 여행자, 구호활동을 하고 있는 요원, 선교사 등에게 먹을 수 있는 식수 공급을 위해 만들어진 휴대용 정수 빨대로 스위스의 베스트가드 프랑센(Vestergaard Frandsen)에서 만든 제품이다.
라이프스트로우의 종류로는 개인용과 가족용이 있다. 개인용은 한 사람이 1년간 먹기에 한 용량인 700리터의 물을 정수할 수 있으며, 99.9999%의 수인성 박테리아와 98.5%의 바이러스를 제거한다. 가족용의 경우, 한 가족이 2년간 먹을 수 있는 물을 정수 할 수 있으며, 99.9999%의 수인성 박테리아, 99.99%의 바이러스, 99.9%의 기생충을 제거할 수 있으며, 오염도가 심해 혼탁한 물도 효과적으로 정수할 수 있는 기능을 가지고 마이크론 이상의 작은 입자도 걸러낼 수 있는 능력을 가지고 있는 이 휴대용 정수 빨대는 어떠한 전기적 장치도 필요하지 않으며 정기적으로 한번씩 교체해주기만 하면 된다는 장점이 있다.
대부분은 콩고, 케냐, 수단, 나이지리아 등의 물이 부족하거나 양질의 물을 공급받기 어려운 아프리카의 사람들에게 국제 구호단체를 통해 공급되고 있다.